# Mooreonuphis exigua
Mooreonuphis exigua är en ringmaskart som först beskrevs av Shisko 1981.  Mooreonuphis exigua ingår i släktet Mooreonuphis och familjen Onuphidae. Inga underarter finns listade i Catalogue of Life.